# Brücke am Wasserfall
Die Brücke am Wasserfall ist eine Fuß- und Radwegbrücke über die Alte Elbe in Magdeburg. Sie verbindet den östlich gelegenen Stadtteil Cracau mit dem den westlich gelegenen Rotehornpark, der auf der Elbinsel Großer Werder liegt. Das Bauwerk steht etwa 70 m unterhalb des Cracauer Wehres, das auch Cracauer Wasserfall genannt wird. Nach rund einem Jahr Bauzeit wurde die Fuß- und Radwegbrücke am 1. Dezember 1997 dem Verkehr übergeben.
Der insgesamt 232,5 m lange Brückenzug besteht aus einer westlichen, 37,5 m langen Vorlandbrücke aus Stahlbeton und aus einer 195 m langen Schrägseilbrücke mit Hauptträgern aus Leimholz. In der Hauptöffnung über der Alten Elbe weist die einhüftige Schrägseilbrücke eine Stützweite von 72 m auf.
Die Holzleimbinderkonstruktion überbrückt mit vier Stahlbetonpfeilern die Elbe. Der östliche Hauptpfeiler trägt den 35 m hohen, stählernen Pylon, der in Richtung des Flusses geneigt ist. Der A-förmige Pylon besitzt zwei Seilebenen. Am Pylonkopf sind fächerartig sechs stählerne Seilpaare Richtung Hauptöffnung und fünf Seilpaare Richtung Nebenöffnung abgespannt.
Der 3,6 m Überbau der Strombrücke weist einen Trogquerschnitt mit beidseitig angeordneten 2,0 m hohen Hauptträgern auf. Die Hauptträger bestehen aus verleimten Lärchenbrettern und sind durch Querrahmen aus Stahl miteinander verbunden, auf denen die Fahrbahn angeordnet ist.
In der Nähe der Brücke starb am 9. Mai 1992 der damals 23-jährige Torsten Lamprecht bei einem Überfall durch 50 Neonazis auf eine Party von jungen Linken und Punks. In Gedenken an diese Tat sollte die Brücke nach dem Opfer benannt werden. Stattdessen erhielt im Jahr 2013 der zur Brücke führende Weg den Namen Torsten-Lamprecht-Weg.